# Tine Urnaut
Tine Urnaut est un joueur slovène de volley-ball né le 3 septembre 1988 à Slovenj Gradec (Basse-Styrie). Il mesure 2,01 m et joue attaquant.

## Clubs
| Club                   | Pays     | De   | À    |
| ---------------------- | -------- | ---- | ---- |
| Autocommerce Bled      | Slovénie | 2006 | 2008 |
| Olympiakos Le Pirée    | Grèce    | 2008 | 2009 |
| Copra Piacenza         | Italie   | 2009 | 2010 |
| ZAKSA Kędzierzyn-Koźle | Pologne  | 2010 | 2011 |

## Palmarès
- Top Teams Cup (1)
  - Vainqueur : 2007
- Championnat de Grèce (1)
  - Vainqueur : 2009
- Championnat de Slovénie (2)
  - Vainqueur : 2007, 2008
- Coupe de Grèce (1)
  - Vainqueur : 2009
- Coupe de Slovénie (2)
  - Vainqueur : 2007, 2008
- Championnat de Pologne (1)
  - 2e place : 2011